# Shinobu Ono
Shinobu Ono (大野 忍, 23 de gener de 1984) és una futbolista japonesa.

## Selecció del Japó
Va debutar amb la selecció del Japó el 2003. Va disputar 139 partits amb la selecció del Japó. Ha disputat Copa del Món de 2003, 2007, 2011, 2015, Jocs Olímpics d'estiu de 2008 i 2012.

## Estadístiques
| Selecció del Japó | Selecció del Japó | Selecció del Japó |
| Anys              | Partits           | Gols              |
| ----------------- | ----------------- | ----------------- |
| 2003              | 5                 | 2                 |
| 2004              | 1                 | 3                 |
| 2005              | 7                 | 1                 |
| 2006              | 16                | 4                 |
| 2007              | 17                | 8                 |
| 2008              | 19                | 7                 |
| 2009              | 3                 | 2                 |
| 2010              | 12                | 6                 |
| 2011              | 17                | 3                 |
| 2012              | 15                | 2                 |
| 2013              | 7                 | 1                 |
| 2014              | 6                 | 0                 |
| 2015              | 12                | 0                 |
| 2016              | 2                 | 1                 |
| Total             | 139               | 40                |